# Приморський парк (Маріуполь)

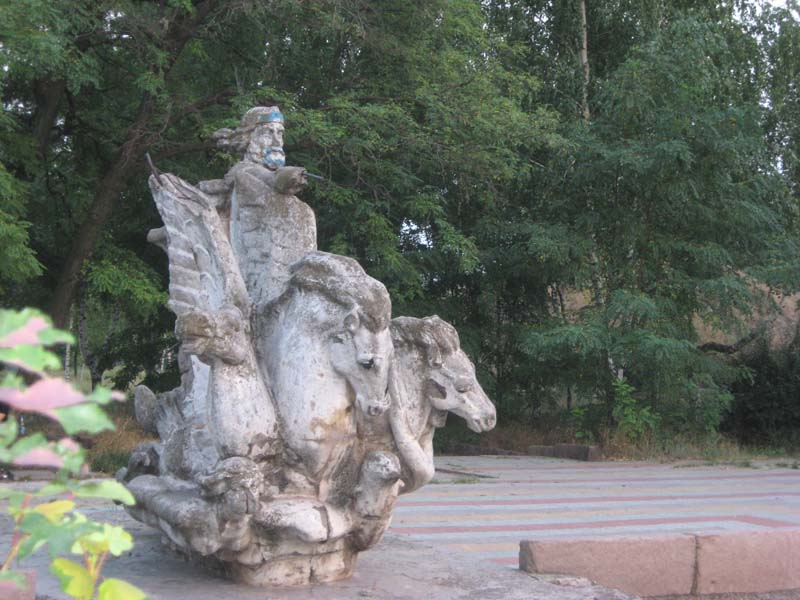
«Нептун» — фонтанна скульптура в Приморському парку

Приморський парк, Маріуполь — парк, розташований у Приморському районі міста вузькою смугою на узвишші біля моря.

## Історія
Роками ця вузька смуга земель на узвишші біля моря була або порожньою, або вкритою дикою рослинністю. Створити на цій смузі парк спромоглися лише у 1977 році, коли заклали перші ділянки насаджень. Зупинились на створенні пейзажного парку, як на дешевому їх типі, необтяжливому для утримання. Як і більшість радянських парків Маріуполя, він довго був чимось посереднім між зеленим кутком і парком без спеціального розпланування. Лише з роками, коли на північному кордоні парку вибудували житлові мікрорайони, значення парку для міста підвищилося.
Саме тут виділили ділянки для нових сакральних споруд міста — православної церкви та мечеті. В його східній частині розташований і спортивний комплекс «Іллічівець». В 2010 році був розроблений план реконструкції Приморського парку, розділений на декілька етапів.
Реконструкція розпочалася 2011 року з центральної частини парку. Був знятий старий і розбитий асфальт, котрий відправили у переробку. Створена кругла галявина, де створять фонтан. Від нього розпланували нові проміні нових паркових стежок
Проведені ремонтні роботи на головній алеї, котра веде до санаторію «Чайка». За планом парк прикрасять скульптурами персонажів із мультфільмів, використавши бетон. Але їх яскраво розфарбують. Стежки парку мають нове фігурне покриття. Передбачено встановити камери стеження для контролю за вандальними діями.
Ремонтно-відновлювальні роботи на другому етапі розпочнуть на ділянках, що були створені трохи раніше. За планом — це реконструкція лабіринту, оновлення фонтанної скульптури «Посейдон» тощо. Розпочато створення квітників та висадження нових дерев. На вході встановили два ліхтаря майстра-коваля з Маріуполя Андрія Жукова. Перший етап реконструкції Приморського парку коштував близько 2.000.000 гривень

## Галерея

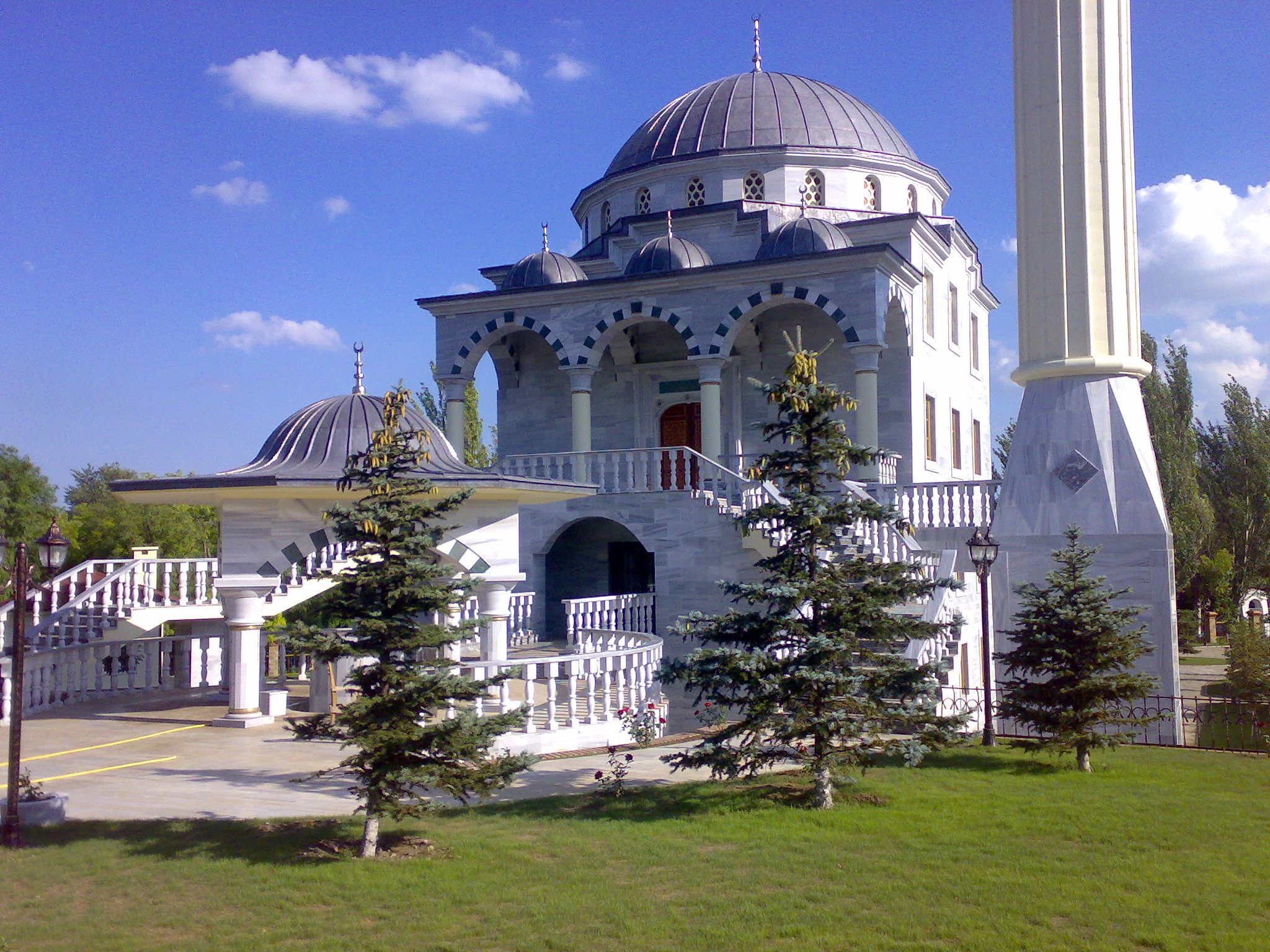
Маріупольська мечеть